# Eupithecia tremula
Eupithecia tremula är en fjärilsart som beskrevs av William Schaus 1913. Eupithecia tremula ingår i släktet Eupithecia och familjen mätare. Inga underarter finns listade i Catalogue of Life.